# Centralny Fundusz Wspomagania Wdrożeń
Centralny Fundusz Wspomagania Wdrożeń – rządowy fundusz celowy istniejący w latach 1986–1989, powołany w celu przyspieszenia procesów wdrożeniowych zakończonych prac naukowo-badawczych.

## Powołanie Funduszu
Na podstawie rozporządzenie Rady Ministrów z 1986 r. w sprawie szczegółowych zasad tworzenia oraz gospodarowania środkami centralnych funduszów na rozwój nauki i techniki ustanowiono Fundusz. Rozporządzenie Rady Ministrów pozostawało w związku z ustawą z 1985 r. o centralnych funduszach rozwoju nauki i techniki.
Środkami Funduszu dysponował Minister-Kierownik Urzędu Postępu Naukowo-Technicznego i Wdrożeń.

## Dochody Funduszu
Dochodami Funduszu były:
- dotacje z budżetu centralnego,
- wpłaty przedsiębiorstw państwowych z funduszu postępu naukowo-technicznego,
- dodatkowe wpłaty przedsiębiorstw państwowych, tworzących fundusz postępu naukowo-technicznego, ustalane w określonym stosunku do wartości sprzedaży produkcji tych przedsiębiorstw,

Inne wpływy określone w odrębnych przepisach.

## Przeznaczenie Funduszu
Środki Funduszu przeznaczano na zwrotną lub bezzwrotną pomoc finansową dla przedsiębiorstw państwowych, jednostek badawczo-rozwojowych, placówek naukowych Polskiej Akademii Nauk oraz szkół wyższych, polegającej na dofinansowywaniu przedsięwzięć wdrożeniowych:
- związanych z realizacją zamówień rządowych z zakresu rozwoju nauki i techniki,
- dotyczących innych, szczególnie ważnych przedsięwzięć postępu naukowo-technicznego, w tym również prac związanych z wdrażaniem wynalazków.

Wysokość pomocy finansowej oraz warunki jej udzielania określały umowy generalne lub umowy między dysponentem środków funduszu a zainteresowanymi jednostkami.

## Zniesienie Funduszu
Na podstawie ustawy z 1989 r. o Centralnym Funduszu Rozwoju Nauki i Techniki zlikwidowano Fundusz. 